# M4 Sherman Crab
M4 Sherman Crab – specjalistyczna wersja czołgu M4 Sherman produkowana w latach 1944–1945, wyposażona w trał do rozminowywania pola przed sobą. Na wysięgniku o długości około 3 metrów został zamontowany solidny, obrotowy walec, do którego zamontowano 34 metalowe łańcuchy. Powstał na bazie amerykańskiego czołgu M4 Sherman, zmodyfikowanego przez brytyjskich inżynierów.

## Sposób użycia
Koncepcja polegała na tym, że walec, zasilany silnikiem czołgu, obracał się bardzo szybko, co wprawiało w ruch metalowe łańcuchy. Te, nabierając na pędzie, uderzały w ziemię przed czołgiem. Siła uderzenia była na tyle duża, że zakopane miny wybuchały w bezpiecznej odległości od czołgu oraz żołnierzy. Miny przeciwczołgowe są zagrożeniem dopiero wtedy, gdy nad nimi znajduje się pojazd. Siła wybuchu zakopanego ładunku kieruje się w górę. Jeśli natomiast takowa eksploduje w stronę jedynie wymienialnych łańcuchów, straty są praktycznie zerowe. Zważyć trzeba także na to, że poza płytkimi uszczerbkami, całość konstrukcji nie odnosiła większych uszkodzeń.

## Geneza
Zarówno „Crab”, jak i inne przeróbki M4 Sherman zostały wprowadzone do użytku na potrzeby operacji Overlord rozpoczętej 6 czerwca 1944 roku. Takowe konstrukcje miały na celu oczyszczanie dróg poprzez plaże Normandii (północnej Francji), a potem dalej w głąb okupowanej Francji. Potrzebowano nie tylko pojazdów do usuwania min („Crab”, „Aunt Jemima”), lecz także czołgów pływających (M4 Sherman DD), miotaczy płomieni (Crocodile), czy wodnych pojazdów ratowniczych (BARV). 

## Hobart i jego „dziwadła”
Jest to nazwa stosowana na modyfikacje czołgów M4 Sherman oraz Mk IV Churchill przez brytyjską 79. Dywizję Pancerną oraz oddziały Royal Engineers. Niestandardowe modyfikacje miały ułatwić, a w niektórych przypadkach umożliwić, desant morski na umocnionych plażach. „Dziwadła Hobarta” miały za zadanie wspomóc lądowanie wojsk brytyjskich na odcinkach plaż w Normandii (Juno, Sword, Gold) 6 czerwca 1944 roku poprzez oczyszczanie sektorów z niemieckich umocnień, rozminowywanie, czy likwidację ośrodków oporu (bunkry, okopy, gniazda karabinów maszynowych i tym podobne). Misję zaprojektowania oraz wyszkolenia załóg owych specjalistycznych pojazdów otrzymał generał Percy Hobart, od którego nazwiska nazwę otrzymały zmodyfikowane czołgi.

## Craby w akcji

### Testy i wprowadzenie do użytku
W sierpniu 1943 roku prototyp „Craba” był już gotowy i poddany testom w Southall w następnym miesiącu. Kluczem do sukcesu tego pojazdu był sposób umocowania łańcuchów do bębna. Poprzednicy „Craba” uderzali w ziemię pojedynczo, acz szybko. Modyfikacja Shermana zaś miała łańcuchy umocowane w kształt spirali, co umożliwiało bardziej dokładne równomierne oczyszczanie terenu z ładunków.
Testy okazały się sukcesem. Sherman Crab pokonał konkurencję niezawodnością, szybkością oraz prostotą, która przekładała się na niską cenę produkcji, czy też samej modyfikacji gotowych Shermanów. Po zakończeniu wszystkich testów zamówiono pierwsze zmodyfikowane pojazdy w liczbie 330 egzemplarzy. Zamówienie miało być gotowe do marca 1944 roku.

### Crab w armii USA
W lutym 1944 roku komitet inżynierów z 1. Armii zbadał szereg brytyjskich urządzeń na zlecenie generała Eisenhowera, w tym „Craba” (które opisali jako amerykańską wersję brytyjskiego Scorpiona). Początkowo uważano, że modyfikacja Shermana będzie zbyt wolna jak na wymagania armii amerykańskiej. Mieli trzy alternatywy dla „Craba”: wysadzanie min zdalnie, czołg z lemieszem, lub klasyczne ręczne usuwanie min. Jak mieli się przekonać, zasugerowane alternatywy nie sprawdziłyby się w porównaniu z pojazdem-trałem.
Pod koniec lutego 1945 roku Lothians and Border Horse, brytyjskie pułki z czołgami-trałami, zostały wezwane na pomoc amerykańskiej 9. Armii generała Simpsona, gdzie odkryto zaminowany teren, niestety na skutek tragicznego wypadku. W nocy z 26 na 27 lutego 1945 roku dwa oddziały dywizjonu A wyruszyły w asyście dwóch kompanii czołgów z amerykańskiej 734th Tank Battalion w trakcie ataku na wsie Rich i Troisdorf w Niemczech. Po utorowaniu drogi, cofające się „Craby” zostały omyłkowo ostrzelane przez amerykańskie pojazdy, których nie mogły rozpoznać w ciemności. Niemniej jednak, pozostałe „Craby” (3 zostały zniszczone) zostały przekazane armii USA i służyły w 739th Tank Battalion.

### Włochy
„Craby” pojawiły się również we Włoszech w ostatnich miesiącach wojny, formując dywizjony B, 51. RTR, w 25. Brygadzie Inżynierów Pancernych; podczas gdy dywizjony A i C miały miotacze ognia Churchill Crocodille. „Craby” zostały użyte podczas natarcia do rzek Reno i Senio, a ostatnie tygodnie spędziły na oczyszczaniu tras przez pola minowe daleko za liniami.

## Galeria

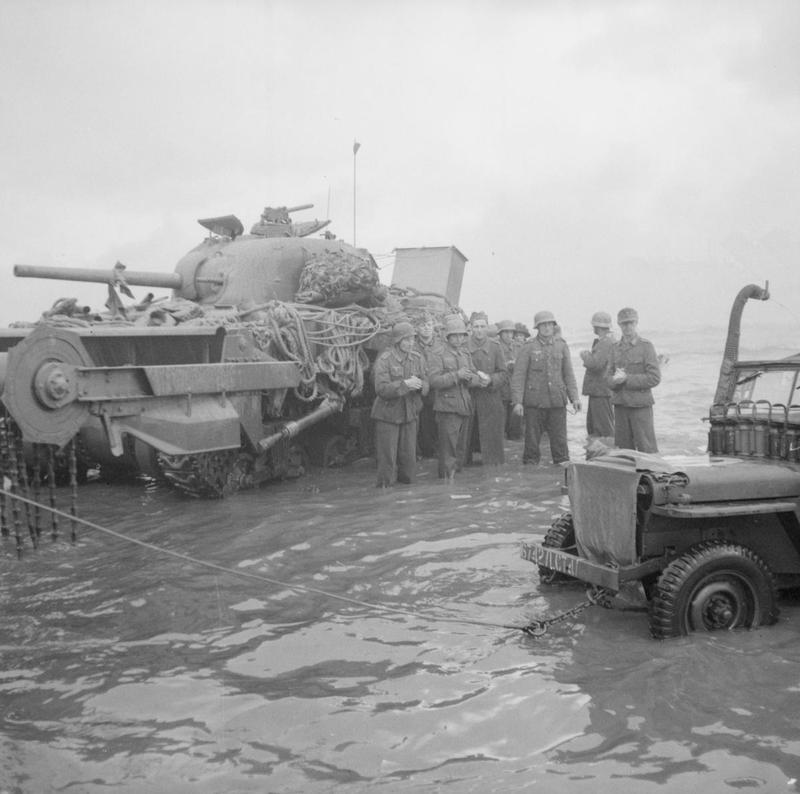
Niemieccy jeńcy stojący w wodzie przy M4 Sherman Crab, patrzący na wyciąganego jeepa, plaża Queen, strefa Sword, 6 czerwca 1944
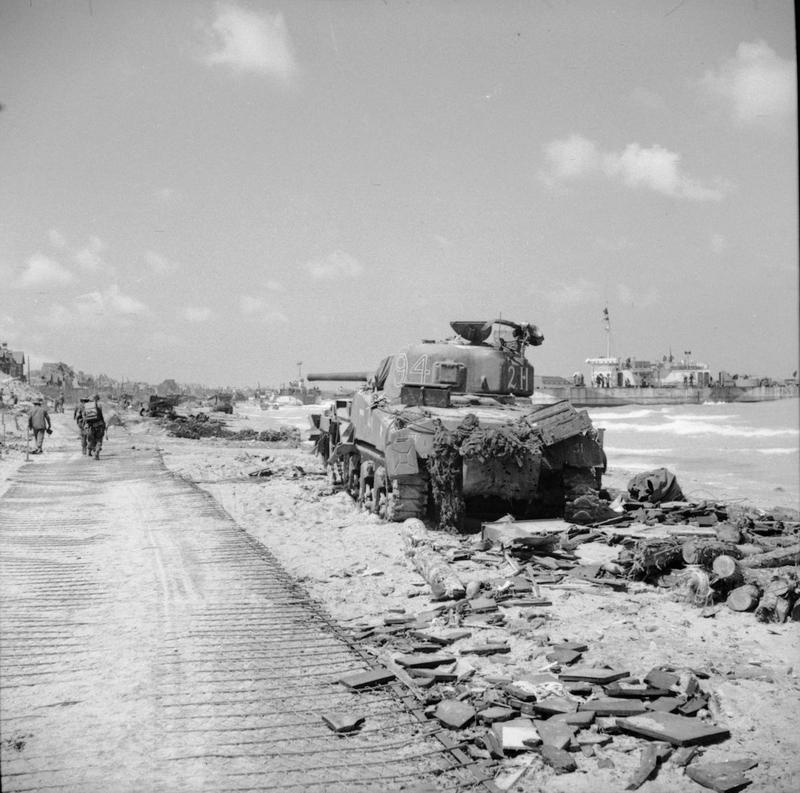
Niesprawny Sherman Crab, 79th Armoured Division, pozostawiony na plaży Queen White, sektor Sword, 6 czerwca 1944 roku
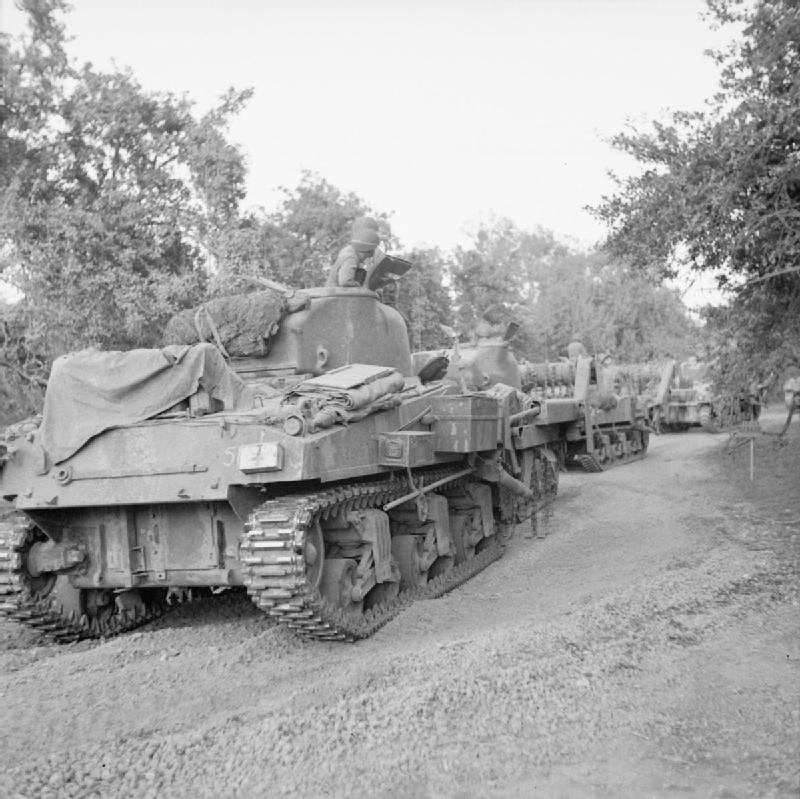
Czołgi Sherman Crab czekające na rozpoczęcia natarcia podczas operacji Goodwood, 18 czerwca 1944 roku
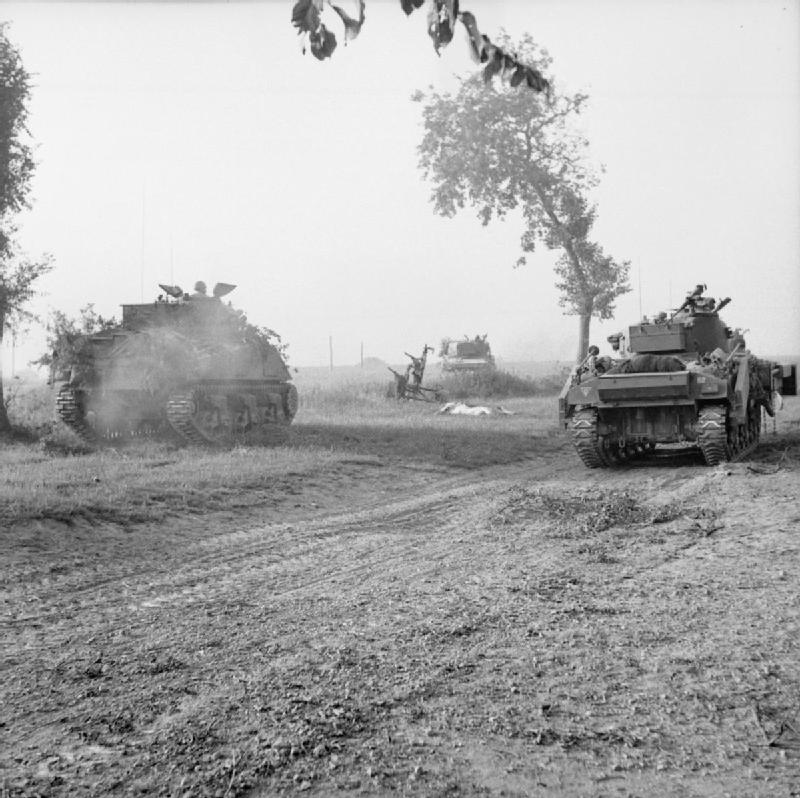
Czołgi Sherman Crab w natarciu na południowe Escoville podczas operacji Goodwood, 18 czerwca 1944 roku
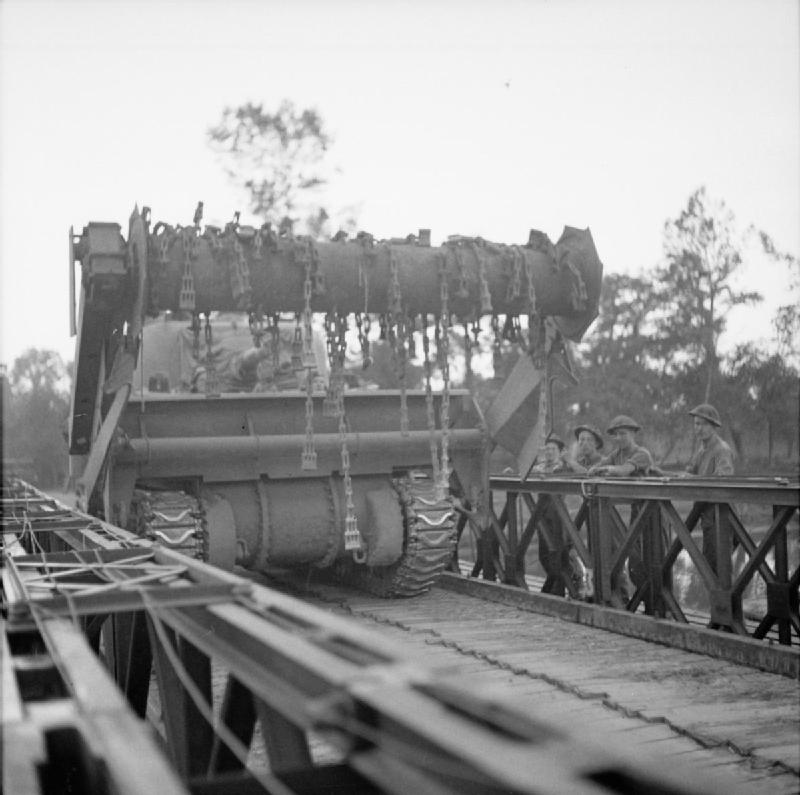
Czołg Sherman Crab przekracza rzekę Orne we Francji, przygotowując się do rozpoczęcia operacji Goodwood, 18 lipca 1944 roku
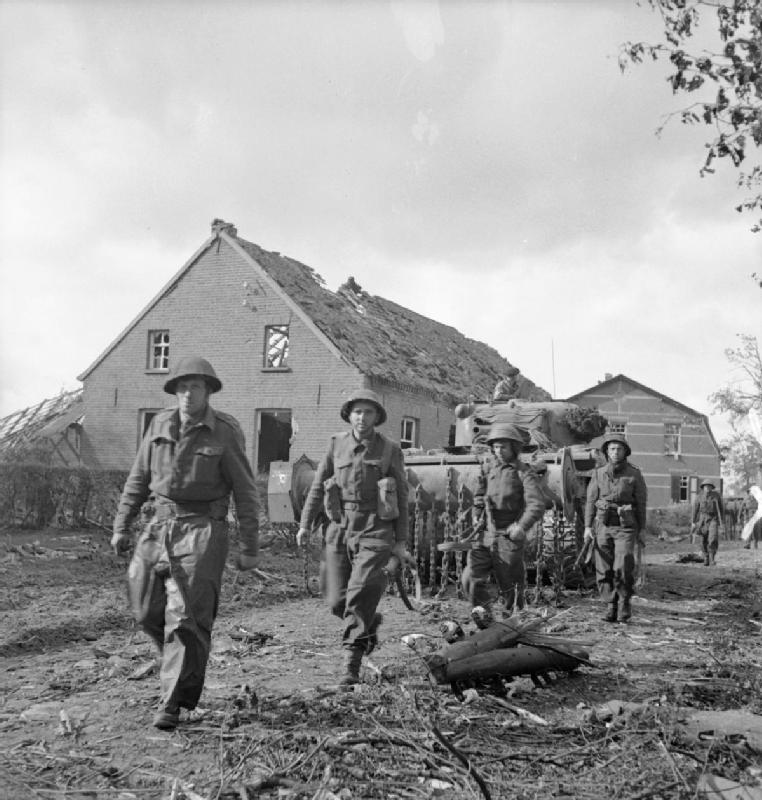
Sherman Crab wraz z Royal Engineers, Overloon, 14 października 1944 roku
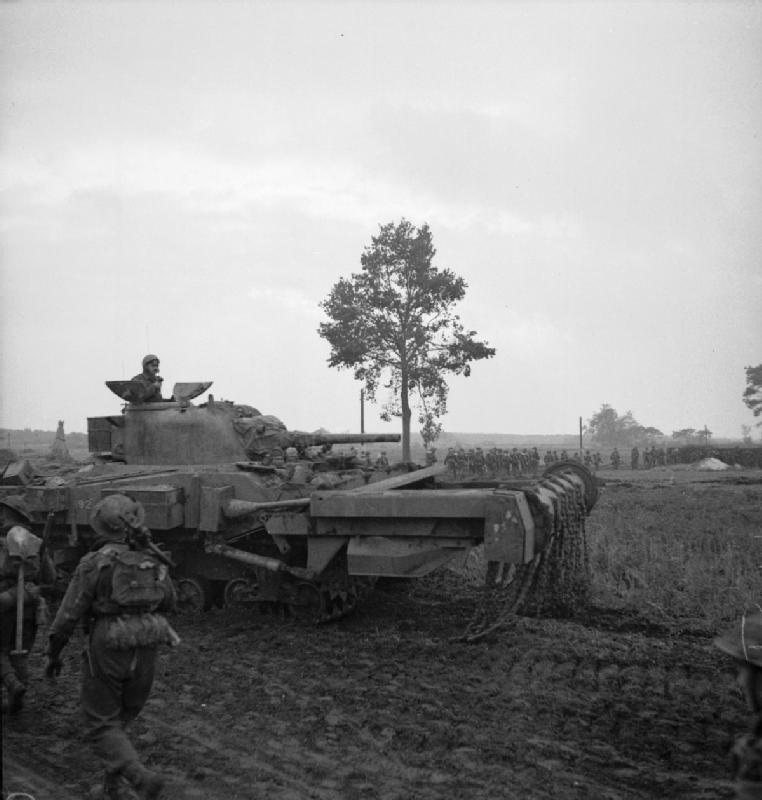
Sherman Crab podczas natarcia na Venraji, 17 października 1944 roku
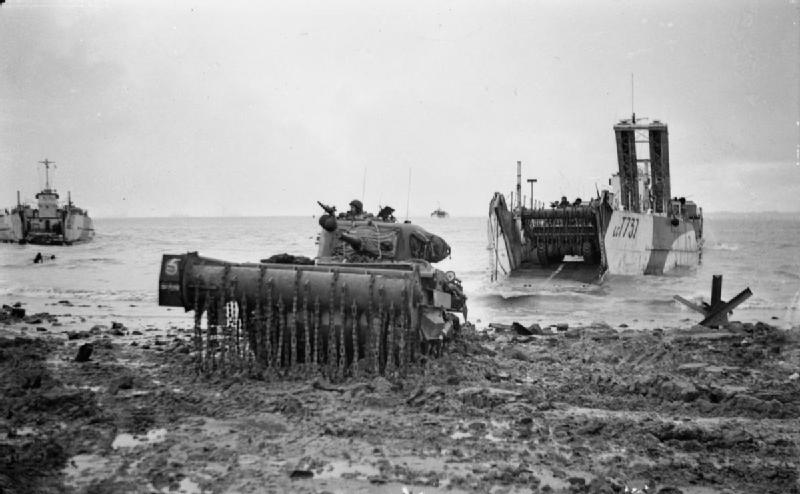
Sherman Crab wyjeżdża z łodzi transportowej LCT na brzeg podczas inwazji na wyspę Walcheren, 1 listopada 1944 roku
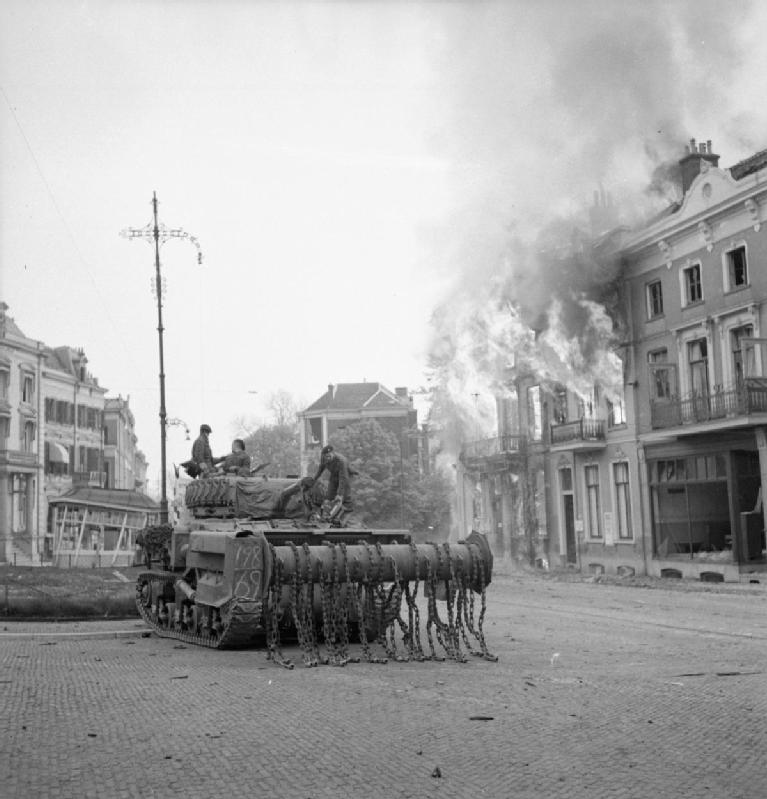
Sherman Crab wśród płonących budynków w Arnhem, 14 kwietnia 1945 roku